# حيرام براون
حيرام براون (بالإنجليزية: Hiram Brown)‏ هو سياسي أمريكي، ولد في 23 يناير 1801، وتوفي في 7 سبتمبر 1890. حزبياً، نشط في حزب اليمين.